# Орла (трактат)
«Орла» (др.-евр. ערלה‬,  'arlah — букв. «необрезанное») — трактат Мишны, девятый в разделе «Зраим». Посвящён запрету на употребление древесных плодов в первые три года после посадки дерева.

## Предмет рассмотрения
Моисеев закон называет плоды деревьев в первые три года после их посадки «необрезанными» (ערלים), то есть буквально тем же словом, которым называется человек, которому не сделано обрезание. Эти плоды запрещены в пищу:

Когда придете в землю, [которую Господь Бог даст вам,] и посадите какое-либо плодовое дерево, то плоды его почитайте за необрезанные: три года должно почитать их за необрезанные, не должно есть их.
— Лев. 19:23
Порядок исполнения этого запрета: какие именно деревья и плоды подлежат ему, и в чём именно этот запрет выражается — является предметом рассмотрения в данном трактате.

## Содержание
Трактат «Орла» в Мишне содержит 3 главы и 35 параграфов.
- Глава первая касается сферы действия закона о «необрезанных» плодах: устанавливается, что запрет касается только деревьев, посаженных ради получения плодов (а не в качестве, например, живой изгороди), только высаженных деревьев (но не полученных от прививки; на отводки запрет распространяется только по отделении их от материнского дерева) и только плодов, но не других частей растения.
- Глава вторая определяет, какое количество «необрезанных» плодов, содержащееся в смеси, делает смесь запрещённой. Далее, по характерной для Талмуда ассоциации идей, рассматриваются другие варианты возникновения запрещённых к употреблению смесей.
- Глава третья приводит примеры случаев запрещённого использования «необрезанных» плодов. Завершается трактат рассмотрением статуса древесных плодов за пределами земли Израильской.